# RAF Linton-On-Ouse
RAF Linton-On-Ouse (engelska: RAF Linton-on-Ouse, Royal Air Force Linton-On-Ouse, RAF Linton-on Ouse) är en flygplats i Storbritannien.   Den ligger i grevskapet North Yorkshire och riksdelen England, i den centrala delen av landet, 290 km norr om huvudstaden London. RAF Linton-On-Ouse ligger 16 meter över havet.
Terrängen runt RAF Linton-On-Ouse är platt, och sluttar österut. Runt RAF Linton-On-Ouse är det ganska tätbefolkat, med 129 invånare per kvadratkilometer. Närmaste större samhälle är York, 15,0 km sydost om RAF Linton-On-Ouse. Trakten runt RAF Linton-On-Ouse består till största delen av jordbruksmark.